# 毛叶茶
毛叶茶（学名：Camellia ptilophylla）为山茶科山茶属的植物，为中国的特有植物。分布在中国大陆的 广西自治区、广东省、湖南省、海南省等地，生长于海拔270米至480米的地区，一般生长在疏林中，目前尚未由人工引种栽培。

## 别名
白毛茶（广东龙门）

## 异名
- Camellia pubescens H. T. Chang et C. X. Ye

## 外部連結
- 兒茶素3沒食子酸 Gallocatechin-3-gallate （页面存档备份，存于） 中草藥化學圖像數據庫 (香港浸會大學中醫藥學院) （中文）（英文）